# Liste des bourgmestres de Rotterdam
La liste des bourgmestres de Rotterdam recense l'ensemble des bourgmestres de cette ville des Pays-Bas.
Rotterdam, dans le cadre du comté de Hollande (fief du Saint-Empire romain germanique), puis de la province de Hollande, a successivement fait partie des Pays-Bas bourguignons (1384-1482), des Pays-Bas des Habsbourg (1482-1581), des Provinces-Unies (1581-1795), de la République batave (1795-1806), du royaume de Hollande (1806-1810), de l'Empire français (1810-1815), du royaume uni des Pays-Bas (1815-1839), enfin, de l'actuel royaume des Pays-Bas. 
Cette liste, actuellement encore non exhaustive, couvre une période allant de 1479 (Joris de Bréderode) à nos jours (Carola Schouten).

## L'époque des Pays-Bas bourguignons
Rotterdam est une des villes du comté de Hollande, devenu possession des ducs de Bourgogne de la maison de Valois dès 1384, sous le règne de Philippe le Hardi (l'ensemble des fiefs détenus par les ducs de Bourgogne aux Pays-Bas sont appelés « Pays-Bas bourguignons » ; eux-mêmes les appelaient « Pays de par-deçà »). 
- 1479-1481 : Joris de Bréderode[1] (1460-1489) ; cousin de François de Bréderode (dit « Jonker Frans »), il participe à la rébellion lancée par celui-ci en 1488 contre le régent Maximilien d'Autriche ; il est exécuté après la reprise de Rotterdam par le stathouder Jean III d'Egmont en 1489.

## L'époque des Pays-Bas des Habsbourg (1482-1581)

### Règne de Philippe le Beau et régences de Maximilien d'Autriche (1482-1515)
À la mort de la duchesse Marie de Bourgogne, fille de Charles le Téméraire, le comté de Hollande passe au duc Philippe le Beau (1478-1506), fils de Marie et de Maximilien d'Autriche, qui assure la régence jusqu'à la majorité de Philippe (1496), et de nouveau après sa mort. En 1515, le fils de Philippe, Charles, devient duc de Bourgogne et comte de Hollande, mais aussi roi de Castille et d'Aragon (1516), puis empereur (1520), sous le nom de Charles Quint.
- 1489 : le maire de Rotterdam en poste[2] est lui aussi exécuté par Jean III d'Egmont, pour avoir soutenu la rébellion de Bréderode.

### Règnes de Charles Quint (1515-1556) et de Philippe II (1556-1581)
Charles de Habsbourg (Charles Quint à partir de 1520) règne sur les Pays-Bas jusqu'à son abdication en octobre 1555 ; il les cède à son fils Philippe, qui devient roi d'Espagne en janvier 1556. 
En 1568, éclate l'insurrection, dirigée par Gulllaume d'Orange, qui aboutit en 1581 à la proclamation de la déchéance de Philippe II par les membres (villes ou provinces) de l'union d'Utrecht, créée en 1579 en réponse à la l'union d'Arras des provinces loyales au roi d'Espagne. Rotterdam et le comté de Hollande sont tous deux membres de l'union d'Utrecht.

## L'époque des Provinces-Unies (1581-1795)
La proclamation de la déchéance de Philippe II par les États généraux de l'union d'Utrecht ne met pas fin à la guerre, qui ne prend officiellement fin qu'en 1648 (traité de Münster). Cette guerre est marquée par deux événements militaires importants qui sont la reconquête du comté de Flandre et du duché de Brabant jusqu'à Anvers par les troupes de Philippe II (1582-1585) et la reprise d'Ostende par celles de Philippe III en 1604. En revanche, les rois d'Espagne ne réussissent pas à reconquérir les sept provinces du nord, qui se proclament dès les années 1580 « république des Sept Provinces-Unies des Pays-Bas », après un essai de monarchie avec le prince français François d'Anjou (1582-1584). Les dix autres provinces, loyalistes (union d'Arras) ou reconquises, conservent Philippe II et ses successeurs comme souverains.

### XVIIesiècle
| Période de mandat        | Patronyme du bourgmestre  |  | Dates     | Parti et fonction                                                   |
| ------------------------ | ------------------------- |  | --------- | ------------------------------------------------------------------- |
| 1622 - 1623 et 1637      | Abraham de Reus           |  | 1570-1637 |                                                                     |
| 1628, 1630, 1631 et 1641 | Cornelis Hartigsvelt      |  | 1585-1641 |                                                                     |
| 1634 - 1643              | Willem van Couwenhoven    |  | 1592-1659 | Il est plusieurs fois bourgmestre entre 1634 et 1643.               |
| 1639                     | Daniël van Hogendorp (nl) |  | 1604-1673 |                                                                     |
| 1644 - 1672              | Johan van der Meyden (nl) |  | 1609-1672 | Il est nommé bourgmestre à plusieurs reprises entre 1644 et 1672.   |
| 1645 - 1677              | Johan van Berckel         |  | 1592-1678 | Il est nommé bourgmestre à plusieurs reprises entre 1645 et 1677    |
| 1651 - 1652 et 1656      | Andries Soury             |  | 1585-1664 | Ancien commandeur de la Compagnie néerlandaise des Indes orientales |
| 1652 - 1673              | Johan de Reus (nl)        |  | 1600-1685 | Il est nommé huit fois bourgmestre entre 1652 et 1673.              |
| 1665                     | Johan Kievit              |  | 1627-1692 | Il appartient au courant orangiste                                  |
| 1676 - 1677              | Jacob de Brauw            |  | 1604-1680 |                                                                     |

### XVIIIesiècle
| Période de mandat | Patronyme du bourgmestre         |  | Dates     | Parti et fonction                   |
| ----------------- | -------------------------------- |  | --------- | ----------------------------------- |
| 1705-1706         | Joshua van Belle (nl)            |  | 1637-1710 |                                     |
| 1734 - 1735       | Engelbert van Berckel            |  | 1686-1768 |                                     |
| 1741 - 1743       | Paul Sebastiaan le Leu de Wilhem |  | 1691-1759 |                                     |
| 1744 - 1745       | Engelbert van Berckel            |  | 1686-1768 |                                     |
| 1746 - 1756       | Paul Sebastiaan le Leu de Wilhem |  | 1691-1759 |                                     |
| 1758 - 1772       | Abraham Gevers (nl)              |  | 1712-1780 |                                     |
| 1781 - 1782       | Pieter Johan van Berckel (nl)    |  | 1725-1800 |                                     |
| 1787              | Jacob Reepmaker                  |  | 1748-1828 | Patriote                            |
| 1789              | Johan Marthe Collot d'Escury     |  | 1742-1817 | Parlementaire de la Seconde chambre |
| 1790              | Johan Marthe Collot d'Escury     |  | 1742-1817 | Parlementaire de la Seconde chambre |
| 1791 - 1792       | Dirk Lodewijk van Cattenburg     |  | 1737-1800 |                                     |
| 1793              | Johan Marthe Collot d'Escury     |  | 1742-1817 | Parlementaire de la Seconde chambre |
| 1794              | Johan Marthe Collot d'Escury     |  | 1742-1817 | Parlementaire de la Seconde chambre |

## L'époque contemporaine

### XIXesiècle
| Début de mandat                      | Fin de mandat | Nom du bourgmestre                                   |  | Dates     | Parti et fonction |
| ------------------------------------ | ------------- | ---------------------------------------------------- |  | --------- | ----------------- |
| République batave (1795-1806)        |               |                                                      |  |           |                   |
| Royaume de Hollande (1806-1810)      |               |                                                      |  |           |                   |
| Empire français (1810-1815)          |               |                                                      |  |           |                   |
| 1811                                 | 1813          | Willem Suermondt                                     |  | 1740-1828 | maire             |
| 1813                                 | -             | Johan François graaf van Hogendorp van Heeswijk (nl) |  | 1746-1831 | orangiste         |
| Royaume uni des Pays-Bas (1815-1839) |               |                                                      |  |           |                   |
| -                                    | 1824          | Johan François graaf van Hogendorp van Heeswijk      |  | 1746-1831 | orangiste         |
| 1824                                 | -             | Marinus Cornelis Bichon van IJsselmonde (nl)         |  | 1781-1845 | sans parti        |
| Royaume des Pays-Bas (1839-1940)     |               |                                                      |  |           |                   |
| -                                    | 1845          | Marinus Cornelis Bichon van IJsselmonde (nl)         |  | 1781-1845 | sans parti        |
| 1845                                 | 1866          | Johan Frederic Hoffmann (nl)                         |  | 1791-1870 | conservateur      |
| 1866                                 | 1881          | Joost Van Vollenhoven                                |  | 1814-1889 | libéral           |
| 1881                                 | 1891          | Sjoerd Vening Meinesz (nl)                           |  | 1833-1909 | libéral           |
| 1891                                 | 1893          | Pieter Lycklama à Nijeholt (nl)                      |  | 1842-1913 | sans parti        |
| 1er décembre 1893                    | -             | Frederik Bernard s'Jacob (nl)                        |  | 1850-1935 | libéral           |

### XXeetXXIesiècles
| Début de mandat                  | Fin de mandat     | Nom du bourgmestre              |                                     | Dates                   | Parti et fonction |
| -------------------------------- | ----------------- | ------------------------------- | ----------------------------------- | ----------------------- | --- |
| -                                | 1er mai 1906      | Frederik Bernard s'Jacob (nl)   |                                     | 14 mai 1850-15 mai 1935 | Ingénieur et ancien gouverneur général des Indes néerlandaises, il appartient au courant libéral. |
| 1er mai 1906                     | 15 mars 1923      | Alfred Rudolph Zimmerman (nl)   |                                     | 1869-1939               | Ancien bourgmestre de la ville de Dordrecht entre 1899 et 1906, il appartient au courant libéral classique. |
| 1923                             | 1923              | Abraham van der Hoeven          |                                     | 1866-1957               | Bourgmestre suppléant en 1923, il appartient au parti CHU. |
| 15 septembre 1923                | 11 juillet 1928   | Johannes Wytema (nl)            |                                     | 1871-1928               | Ancien bourgmestre de Dordrecht de 1920 à 1923, il n'appartient à aucun parti politique. |
| 15 octobre 1928                  | 6 septembre 1938  | Pieter Droogleever Fortuyn (nl) |                                     | 1868-1938               | Avocat de profession et directeur de banque, il appartient au parti PSL. |
| 15 octobre 1938                  | -                 | Pieter Oud                      |                                     | 1886-1968               | Homme d'état et historien, il appartient au parti VDB (en). |
| Occupation allemande 1940-1945   |                   |                                 |                                     |                         | |
| -                                | 10 octobre 1941   | Pieter Oud                      |                                     | 1886-1968               | VDB |
| 1er septembre 1941               | 29 octobre 1941   | Arie de Zeeuw (nl)              |                                     | 1881-1967               | Bourgmestre suppléant en 1941, il appartient au parti SDAP. |
| 29 octobre 1941                  | 5 mai 1945        | Frederik Ernst Müller (nl)      |                                     | 1889-1960               | Industriel dans la ville d'Utrecht, il appartient au parti NSB. |
| Royaume des Pays-Bas 1945-actuel |                   |                                 |                                     |                         | |
| 7 mai 1945                       | 1er juin 1952     | Pieter Oud (nl)                 |                                     | 1886-1968               | VVD |
| 1er juillet 1952                 | 1er mars 1965     | Gerard van Walsum (nl)          |                                     | 1900-1980               | Ancien bourgmestre de la ville de Delft entre 1948 et 1952, il appartient au parti PvdA. |
| 16 avril 1965                    | 1er novembre 1974 | Wim Thomassen (nl)              |                                     | 1909-2001               | Ancien bourgmestre de la ville de Zaandam, puis de celle de Enschede, il appartient au PvdA. |
| 16 novembre 1974                 | 11 septembre 1981 | André van der Louw              |                                     | 1933-2005               | Ministre de la Culture, des Loisirs et du Travail social de 1981 à 1982 dans le cabinet Van Agt II, il est membre du parti PvdA.                                                                                    |
| 16 mars 1982                     | 3 août 1998       | Bram Peper                      |                                     | 1940                    | Universitaire, il est Ministre des Affaires intérieures et des Relations au sein du Royaume des Pays-Bas entre 1998 et 2000 et est membre du PvdA. Il démissionne de son poste de bourgmestre de Rotterdam en 1998. |
| 16 février 1999                  | 1er janvier 2009  | Ivo Opstelten                   |                                     | 1944                    | Ministre de la Justice et de la Sécurité de 2010 à 2015, il est membre du parti VVD. |
| 5 janvier 2009                   | 1er octobre 2024  | Ahmed Aboutaleb                 |                                     | 29 août 1961            | Ingénieur de profession, secrétaire d'État aux Affaires sociales et à l'Emploi en 2007 et 2008, il est membre du parti PvdA.                                                                                        |
| 10 octobre 2024                  | en cours          | Carola Schouten                 | Photographie en couleur d'une femme | 6 octobre 1977          | Ministre et vice-première ministre dans les cabinets Rutte III et IV de 2017 à 2024, elle est membre de CU. |